# Itzpapalotl

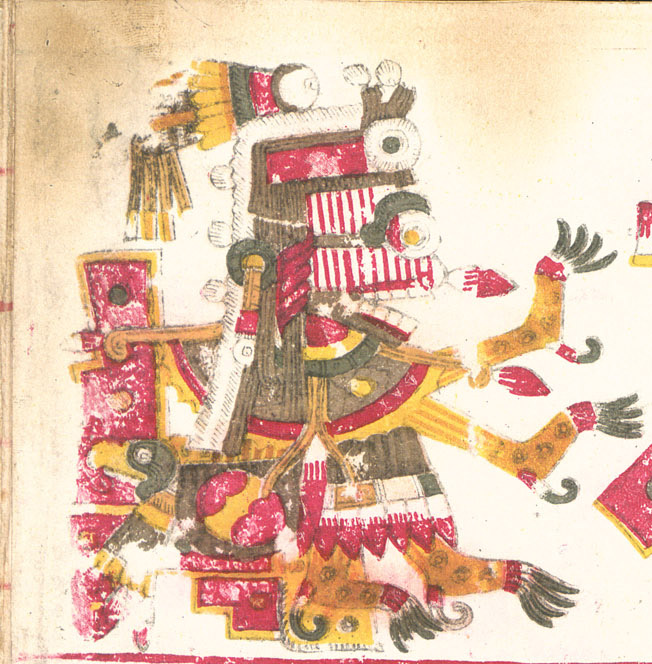
Itzpapalotl nel Codice Borgia (XV secolo)

Itzpapalotl (o "farfalla con gli artigli" o ancora "farfalla di ossidiana") era - secondo la mitologia azteca - una tzitzimime, spaventosa divinità dall'aspetto di scheletro che governava il mondo paradisiaco di Tamoanchan. Era la dea protettrice delle donne morte durante il parto e rappresentava lo spirito ancestrale delle tztitzimime.

## Raffigurazione
Veniva raffigurata con delle grosse zampe di giaguaro e due ali di farfalla ed era associata specificatamente alla farfalla notturna Rothschildia Orizaba della famiglia delle saturnidae.

## Itzpapalotl nei tempi moderni
- Itzpapalotl è la protagonista dei romanzi fantasy La Morte degli Dèi di Franz Palermo. Rinasce ai giorni nostri nel corpo di una ragazza in costante bilico tra la propria umanità e una feroce natura divina.